# 男女ノ里泰之
男女ノ里 泰之（みなのさと やすゆき、1983年7月12日 - ）は、茨城県つくば市出身で、高砂部屋に所属していた元大相撲力士。本名は岡田 泰之（おかだ やすゆき）。現役時代の体格は身長176cm、体重134kg、血液型はA型。最高位は西三段目3枚目（2009年9月場所）。
2007年5月場所から2010年3月場所までの3年間、本場所での弓取式担当力士を務めたことで知られる。

## 人物
小学生時代に柔道をはじめ、その腕前は初段に認定されるほどだった。つくば市立豊里中学校を卒業見込みとなったため高砂部屋に入門して1999年3月場所で初土俵を踏んだ。入門同期生には琴光喜、高見盛（現・振分）、若荒雄 (現・不知火)、千代白鵬、若麒麟、濵錦らがいる。
入門後しばらくは序二段での土俵が多かったが、所属している高砂部屋が旧若松部屋と合併し、師匠も元小結富士錦の6代高砂から元大関朝潮の11代若松改め7代高砂に代替わりした後の2002年9月場所で初めて三段目に上がってからは2回序二段に落ちたが、その後は三段目に定着した。幕下も目前の番付までは何度も上がったが、ついに幕下昇進は果たせずに、2013年9月場所限りで現役生活に別れを告げた。

## 弓取り力士として
2003年1月場所後に、旧若松部屋出身の朝青龍が横綱に推挙され、同年11月場所で武蔵川部屋の武蔵丸（現・武蔵川）が引退すると、慣例により高砂部屋から弓取式を担当する力士を出すことになった。当初は皇牙が務めていたが、2007年3月場所限りで現役引退を発表したため、その後継者として同年5月場所より本場所での弓取式を担当することになった。最高位は三段目であるが、最終的に3年間という長期間にわたって弓取りを務めたため知名度は高い。2010年1月場所限りで朝青龍が自身の起こした不祥事の責任を取って現役引退を表明すると、横綱のいる部屋から弓取り力士を出す慣例に従って、男女ノ里も同年3月場所限りで本場所の弓取り担当の任務を降板した。ただしその後も2010年10月3日に行われた朝青龍の引退相撲や、各種行事・イベントなどで弓取式を行う姿がたびたび目撃されていた。

## エピソード
- 四股名は同郷の先輩である第34代横綱男女ノ川に因んでいる。
- 弓取式を3年間にわたって担当しているため、弓取式に関係するエピソードが複数ある。
  - 2008年3月場所10日目、結びの一番の勝者の朝青龍の方屋である西から土俵に上がり弓取りをしていたところ、誤って土俵に弓を落下させてしまった。落下させてしまった弓の拾い方にも作法があり、手を土俵につくと負けとなり縁起が悪いことから、足の甲に弓を乗せ、足で弓を上に跳ね上げたところを掴み取るのが本来の拾い方とされている。この時は作法どおり拾い上げ、弓取式を続行した。これに関して本人は弓取式終了後に「お客さんの所に飛ばなくてよかった。 申し訳ないことをしました」と語り、「変な感じがして、昨日（足ではね上げる）練習をしていたんです」と、この事態を予感していたことも明かしていた[2]。
  - 2010年3月場所中日、結びの一番の勝者の白鵬の方屋である東から土俵に上がり弓取式をしていたところ、またしても弓が手から離れてしまった。しかも今度は大阪府立体育会館の正面溜席付近まで飛ばしてしまった。呼出が弓を回収し土俵の上に置いたので、男女ノ里は前回と同じ手順で弓を拾い上げるはずだったが、これを左手で拾い上げるという、本来の作法とは異なる拾い方をしてしまった。完璧な拾い方をした前回とは逆の事態となったことに本人は弓取式終了後、「（足で弓を拾い上げる動作を）2回挑戦したが上手くいかなかったので（諦めて）手を使ってしまった」と後にコメントした。この場所が本場所での弓取式の最後の場所となった[3][4]。
- 現役引退まで1度も休場なく土俵を務めた。また、最後の白星となった2013年9月場所12日目の若春日戦は丁度300勝の節目だった。

## 主な成績
- 通算成績：300勝302敗（88場所）

| | 一月場所 初場所（東京） | 三月場所 春場所（大阪） | 五月場所 夏場所（東京） | 七月場所 名古屋場所（愛知） | 九月場所 秋場所（東京）  | 十一月場所 九州場所（福岡） |
| --- | ----------------------- | ----------------------- | ----------------------- | --------------------------- | ------------------------ | --------------------------- |
| 1999年 （平成11年） | x                       | （前相撲）              | 東序ノ口40枚目 5–2      | 西序二段157枚目 3–4         | 東序ノ口12枚目 4–3       | 東序二段139枚目 2–5         |
| 2000年 （平成12年） | 西序ノ口9枚目 4–3       | 東序二段120枚目 3–4     | 東序二段133枚目 4–3     | 西序二段103枚目 2–5         | 東序二段131枚目 6–1      | 西序二段47枚目 3–4          |
| 2001年 （平成13年） | 東序二段73枚目 5–2      | 東序二段32枚目 2–5      | 西序二段58枚目 3–4      | 西序二段70枚目 4–3          | 西序二段47枚目 3–4       | 東序二段66枚目 4–3          |
| 2002年 （平成14年） | 東序二段44枚目 4–3      | 東序二段22枚目 4–3      | 東序二段3枚目 3–4       | 東序二段15枚目 4–3          | 東三段目96枚目 3–4       | 西序二段9枚目 5–2           |
| 2003年 （平成15年） | 西三段目74枚目 4–3      | 西三段目59枚目 3–4      | 東三段目74枚目 3–4      | 西三段目89枚目 4–3          | 東三段目70枚目 4–3       | 東三段目55枚目 3–4          |
| 2004年 （平成16年） | 東三段目66枚目 3–4      | 西三段目77枚目 4–3      | 東三段目62枚目 2–5      | 西三段目86枚目 5–2          | 東三段目54枚目 2–5       | 東三段目76枚目 6–1          |
| 2005年 （平成17年） | 西三段目19枚目 2–5      | 東三段目41枚目 1–6      | 東三段目77枚目 5–2      | 西三段目45枚目 2–5          | 西三段目75枚目 4–3       | 西三段目57枚目 5–2          |
| 2006年 （平成18年） | 西三段目27枚目 3–4      | 東三段目43枚目 3–4      | 西三段目58枚目 3–4      | 西三段目70枚目 3–4          | 西三段目88枚目 2–5       | 東序二段15枚目 7–0          |
| 2007年 （平成19年） | 西三段目21枚目 2–5      | 東三段目48枚目 4–3      | 東三段目32枚目 3–4      | 西三段目42枚目 2–5          | 東三段目69枚目 3–4       | 東三段目83枚目 3–4          |
| 2008年 （平成20年） | 東三段目95枚目 4–3      | 西三段目74枚目 5–2      | 東三段目46枚目 3–4      | 西三段目63枚目 4–3          | 東三段目46枚目 3–4       | 東三段目57枚目 5–2          |
| 2009年 （平成21年） | 西三段目28枚目 3–4      | 東三段目45枚目 4–3      | 西三段目27枚目 4–3      | 西三段目14枚目 4–3          | 西三段目3枚目 3–4        | 東三段目15枚目 3–4          |
| 2010年 （平成22年） | 西三段目27枚目 2–5      | 西三段目50枚目 4–3      | 西三段目35枚目 4–3      | 西三段目22枚目 4–3          | 西三段目8枚目 2–5        | 西三段目33枚目 4–3          |
| 2011年 （平成23年） | 東三段目21枚目 2–5      | 八百長問題 により中止   | 東三段目49枚目 4–3      | 東三段目25枚目 2–5          | 西三段目50枚目 4–3       | 東三段目35枚目 2–5          |
| 2012年 （平成24年） | 東三段目62枚目 4–3      | 西三段目44枚目 5–2      | 西三段目19枚目 3–4      | 西三段目34枚目 2–5          | 西三段目60枚目 5–2       | 東三段目32枚目 3–4          |
| 2013年 （平成25年） | 東三段目47枚目 4–3      | 西三段目29枚目 5–2      | 西三段目6枚目 3–4       | 西三段目18枚目 4–3          | 西三段目7枚目 引退 3–4–0 | x                           |
| 各欄の数字は、「勝ち-負け-休場」を示す。 優勝 引退 休場 十両 幕下 三賞：敢=敢闘賞、殊=殊勲賞、技=技能賞 その他：★=金星 番付階級：幕内 - 十両 - 幕下 - 三段目 - 序二段 - 序ノ口 幕内序列：横綱 - 大関 - 関脇 - 小結 - 前頭（「#数字」は各位内の序列） |                         |                         |                         |                             |                          |                             |

## 改名歴
- 岡田 泰之（おかだ やすゆき）1999年3月場所 - 1999年11月場所
- 男女ノ里 泰之（みなのさと - ）2000年1月場所 - 2013年9月場所